# Alexandr Malofejev
Alexandr Dmitrijevič Malofejev (* 21. října 2001 Moskva) je ruský klavírista, nositel 1. ceny a Zlaté medaile 8. Mezinárodní mládežnické soutěže Čajkovského (2014), nositel Grand-prix Mezinárodní soutěže mladých klavíristů Grand Piano Competition (2016), nositel cen řády mezinárodních hudebních festivalů a soutěží v Rusku, Rakousku, Srbsku, Kazachstánu, Španělsku atd.

## Život
Alexandr Malofejev se narodil 21. října 2001 v Moskvě v rodině inženýra Dmitrije Alexandroviče a lékařky Ljudmily Borisovny Malofejevových. Má starší sestru Darju (1998) a mladšího bratra Andreje (2005).
Hudbu se začal učit ve věku pěti a půl let. Odmala projevoval vynikající schopnosti. Už ve věku 6 až 7 let se začal zabývat hudbou P. I. Čajkovského, D. D. Šostakoviče, G. Mahlera, S. S. Prokofjeva, snaže se vybírat témata děl pro klavír. V 2014 absolvoval s vyznamenáním Osipovovu dětskou hudební školu (ve třídě Jeleny Vladimirovny Berjozkinové). V 2014 po uložení v Moskevském jazykovědném gymnáziu č. 1531 zkoušky rovnou za dva roky nastoupil do 8. třídy školy Gněsinových školy do třídy J. V. Berjozkinové. Od 2019 se učí v Moskevské konzervatoři P. I. Čajkovského ve třídě prof. S. L. Dorenského.